# Notomochtherus brevicauda
Notomochtherus brevicauda là một loài ruồi trong họ Asilidae. Notomochtherus brevicauda được Londt miêu tả năm 2002. Loài này phân bố ở vùng nhiệt đới châu Phi.